# Russell Carpenter
Russell Paul Carpenter (* 9. Dezember 1950 in Van Nuys, Kalifornien) ist ein US-amerikanischer Kameramann und Fotograf.

## Filmschaffen
Russell Carpenter begann als Kameramann beim Horror- und Science-Fiction-Film der 1980er und 1990er Jahre, darunter Friedhof der Kuscheltiere II und Der Rasenmähermann. International bekannt wurde er durch seine Zusammenarbeiten mit James Cameron bei True Lies – Wahre Lügen und dem Katastrophenfilm Titanic, für den er den Oscar in der Kategorie Beste Kamera gewann. Er arbeitete erneut mit Cameron bei Avatar: The Way of Water (2022) zusammen. Carpenter Schaffen umfasst rund 50 Produktionen.
Carpenter ist verheiratet und hat mit seiner Frau Patti ein Kind.

## Filmografie (Auswahl)
- 1983: Nur Tote überleben (Sole Survivor)
- 1988: Die phantastische Reise ins Jenseits (Lady in White)
- 1988: Critters 2 – Sie kehren zurück (Critters 2)
- 1990: Mit stählerner Faust (Death Warrant)
- 1990: Starfire (Solar Crisis)
- 1992: Der Rasenmähermann (The Lawnmower Man)
- 1992: Friedhof der Kuscheltiere II (Pet Sematary 2)
- 1993: Harte Ziele (Hard Target)
- 1993: Angriff der 20-Meter-Frau (Attack of the 50 Ft. Woman)
- 1994: True Lies – Wahre Lügen (True Lies)
- 1995: Der Indianer im Küchenschrank (The Indian in the Cupboard)
- 1996: T2 3-D: Battle Across Time (Kurzfilm)
- 1997: Titanic
- 1997: Ghosts
- 1997: Money Talks – Geld stinkt nicht (Money Talks)
- 1998: Verhandlungssache (The Negotiator)
- 2000: 3 Engel für Charlie (Charlie’s Angels)
- 2001: Schwer verliebt (Shallow Hal)
- 2003: 3 Engel für Charlie – Volle Power (Charlie’s Angels: Full Throttle)
- 2004: Noel
- 2005: Das Schwiegermonster (Monster-in-Law)
- 2007: Awake
- 2008: 21
- 2009: Die nackte Wahrheit (The Ugly Truth)
- 2010: Kiss & Kill (Killers)
- 2011: Kein Mittel gegen Liebe (A Little Bit of Heaven)
- 2012: Das gibt Ärger (This Means War)
- 2013: Jobs
- 2014: Locker 13
- 2014: The Reach: In der Schusslinie (Beyond the Reach)
- 2015: Return to Sender – Das falsche Opfer (Return to Sender)
- 2015: Ant-Man
- 2015: Die Zeit der Frauen (Parched)
- 2017: xXx: Die Rückkehr des Xander Cage (xXx: Return of Xander Cage)
- 2019: Noelle
- 2022: Avatar: The Way of Water

## Auszeichnungen (Auswahl)
- 1998: Oscar in der Kategorie Best Cinematography bei der Verleihung 1998 für Titanic
- 1998: BAFTA-Nominierung in der Kategorie „Beste Kamera“ für Titanic
- 1998: American Society of Cinematographers Award für Titanic